# Triumph (Louisiane)
Pour les articles homonymes, voir Triumph.
Triumph est une census-designated place située dans la paroisse de Plaquemine, dans l’État de la Louisiane, aux États-Unis. Elle est située sur la rive sud du fleuve Mississippi, au sud-est de La Nouvelle-Orléans.
Triumph s'élève à 2 mètres au-dessus du niveau de la mer.
La localité est proche de deux monuments historiques : Fort Jackson (au nord-est) et (rive gauche du Mississippi) le Fort Philip. 
La population de Triumph comptait quelque 1 000 habitants dans les années 1960. Jusqu'en 2010, le recensement des États-Unis ne tenait pas compte de Triumph en tant que communauté séparée, mais considérait le village comme faisant partie de la census-designated place de Buras-Triumph. 
Comme la majeure partie de la paroisse de Plaquemines, Triumph a été durement frappée par l'ouragan Katrina en 2005.